# Potepuški rakovičar
Potepuški rakovičar (znanstveno ime Xysticus cristatus) je palearktično razširjena vrsta rakovičarjev.

## Opis
Odrasle samice te vrste pajkov dosežejo dolžino do 8 mm, samci pa so nekoliko manjši in dosežejo v dolžino le do 5 mm. Pojavljajo se v različnih barvnih odtenkih; od smetanasto bele, temno rjave do sive, s temnim trikotnikom na zadku. Zadek se konča zašiljeno. Vzdolž zadka poteka temna proga, na vsaki strani proge pa potekata še dve tanjši progi, sestavljeni iz temnih trikotnikov. Sredinska proga se začne za zadnjo vrsto oči in poteka do zadnje tretjine telesa. Takšna obarvanost telesa in vzorec poskrbita, da se pajek zlije s suhim listjem, kjer se običajno zadržuje. Premika se postrani, kot vsi rakovičarji.

## Habitat
Običajni habitat potepuškega rakovičarja je nizka vegetacija in dobro osvetljena tla. Ne mara temačnih gozdov, ki se jim običajno izogiba.

## Biologija
Ta vrsta pajkov ne plete mrež in svoj plen napade iz zasede. Večino časa pajek preživi zlit z okolico, kjer z razprtimi prednjimi nogami čaka na plen. Kadar se zadržuje na travnikih, se običajno zadržuje na koncu rastlin ali na cvetovih. Tako so njegov plen pogosto tudi leteče žuželke, kot so čebele in metulji. Kadar se zadržuje na tleh, se najpogosteje hrani z mravljami, drugimi pajki in ostalimi talnimi žuželkami. Pogosto napada tudi žuželke, ki so precej večje od njega. V Veliki Britaniji so potepuški rakovičarji aktivni med februarjem in decembrom, mladi pajki pa se pojavijo med julijem in septembrom. Parjenje običajno poteka med majem in junijem.
Med parjenjem samec zgrabi samico za nogo in jo drži tako dolgo, da se preneha upirati. Nato jo s svileno nitjo priveže na tla, se splazi pod njo in jo oplodi.

## Razširjenost
Gre za palearktično razširjeno vrsto pajkov, ki je razširjena po celi Evropi, vključno z Islandijo.